# Bartolomeo Cordans
Bartolomeo Cordans (* 12. März 1698 in Venedig; † 14. Mai 1757 in Udine) war ein italienischer Komponist des Barock. Er komponierte neben fünf Opern vor allem geistliche Musik. 

## Leben
Bartolomeo Cordans trat im Alter von 16 Jahren in das Kloster der Franziskaner in Venedig ein. 1724 verließ er mit päpstlicher Dispens den Orden. Er verblieb in der Pfarrei San Giacomo di Rialto in Venedig, wo er Orgel spielte und die Geistlichen in Gesang unterrichtete. Seit 1728 begann er mit der Komposition von Opern für venezianische Opernhäuser. Die Partituren dieser Opern Ormisda (1728), La generosita' di Tiberio (1729),  La Silvia (1730), Romilda (1731) und La Rodelinda (1732) sind verschollen, während die entsprechenden Libretti erhalten sind. Von 1773 bis 1734 war er Maestro di coro am Ospedaletto, eine der vier renommierten venezianischen Musikschulen.
1735, nachdem der Mantuaner Paolo Benedetto Bellinzani Udine verlassen hatte, wurde er als Maestro di cappella an den Dom von Udine berufen und erhielt dort eine Anstellung auf Lebenszeit. Cordans machte sich an die Reorganisation der Domschule und erneuerte das Repertoire. Seit Udine konzentrierte sich Cordans ausschließlich auf die Komposition von Kirchen- und Instrumentalmusik. Er komponierte außer seinen rund 60 Messen auch Hymnen, Motetten, Psalmenvertonungen und Litaneien. Er erweiterte das Orchester in Udine um Oboen, Flöten, Posaunen und Hörner und setzte es bei besonders feierlichen Anlässen ein.
Cordans starb am 14. Mai 1757 und wurde in der Kirche San Francesco della Vigna in Udine bestattet. Beim Abriss der Kirche in der Mitte des 19. Jahrhunderts wurde auch sein Grab zerstört.

## Werke (Auswahl)
Opern
- Ormisda, dramma per musica in 3 Akten, Libretto Apostolo Zeno. Uraufführung Karneval 1728 am Teatro Tron a San Cassiano in Venedig
- La generosità di Tiberio, dramma per musica in 3 Akten. Uraufführung am Teatro Tron a San Cassiano in Venedig. Nur der 3. Akt stammt von Cordans, Komponist der beiden ersten Akte war Santo Lapis[1]
- Silvia, Pastoral in 3 Akten, Libretto Enrico Bissaro, Uraufführung Herbst 1730 in Venedig
- Romilda, dramma per musica in 3 Akten, Libretto von Giovanni Carlo Pagani Cesa. Uraufführung Karneval 1731 im Teatro di San Moisé in Venedig
- La Rodelinda, dramma per musica in 3 Akten, Libretto von Antonio Salvi nach einem Stück von Pierre Corneille. Uraufführung Herbst 1731 im Teatro San Moisé in Venedig

Geistliche Musik
- San Romualdo, Oratorium, Text Romano Marrighi
- Messa da Morti esequie a quattro con strumenti, 1737
- Messa da requiem in G minor, 1738
- Messa da Requiem - Brani per organo solo.
- Missa due vocum aequalium

Sonaten
- Sonate in A-Dur für zwei Violinen und Continuo.[2]
- Sonata per violino e organo